# Crawley (Hampshire)
Pour les articles homonymes, voir Crawley (homonymie).
Crawley est une paroisse civile et un village du Hampshire, en Angleterre.